# GB-серия
GB (сокр. от англ. Glider Bomb — Планирующая бомба) — серия планирующих управляемых авиабомб и торпед, разработанная ВВС Армии США в годы Второй мировой войны. Имела некоторое сходство по основным техническим особенностям с флотской SWOD-серией. Ряд образцов применялся в годы Второй мировой.

## История
Потери, наносимые германской тяжёлой зенитной артиллерией британским бомбардировщикам, привлекли внимание командования армейских ВВС ещё до вступления США во Вторую мировую войну. Появилась идея разработать виды оружия, которые позволят бомбардировщикам атаковать цели, не приближаясь к ним вплотную и оставаясь вне эффективного радиуса обстрела зенитной артиллерии. В марте 1941, были начаты исследовательские работы по вопросу создания планирующей авиабомбы, оснащенной гироскопическим автопилотом, способной удерживаться на курсе после отделения от самолёта-носителя.

## Модификации
Aeronca GB-1/Bellanca GB-2/Timm GB-3 — три практически идентичные планирующие бомбы, разработанные по заказу ВВС США в 1941—1943 годах. Для подстраховки, ВВС разместили заказ одновременно на трех фирмах, задав общие требования. Бомбы представляли собой стандартные авиационные фугасы массой 900 кг (GB-1 оснащалась зарядом M34, остальные две AN-M66) и различались конструкцией планера и скоростью падения — 370 км/ч, 497 км/ч и 270 км/ч соответственно.
Все три бомбы имели очень простое наведение, просто удерживающее снаряд на курсе после отделения от бомбардировщика.
Для серийного производства была выбрана в итоге Aeronca GB-1 (две другие бомбы имели ряд недостатков, связанных с дестабилизирующим влиянием отцепления бомб на бомбардировщик). Начиная с мая 1943 года, несколько тысяч таких бомб было произведено, но их боевое применение поначалу было очень ограниченным из-за того, что бомба не размещалась в бомболюке, тяжёлый бомбардировщик мог нести только два снаряда под крыльями, что резко снижало его боевую нагрузку (а также из-за очень низкой точности, продемонстрированной на тестах). Только с мая 1944 бомбы начали ограниченно применяться в бомбардировках, но результаты были чрезвычайно неудовлетворительны. Хотя бомба могла пропланировать почти 32 км, её точность была настолько низкой, что единственным применением для неё могли быть только бомбардировки крупных городов. В ходе боевых операций было сброшено менее тысячи бомб.
После окончания Второй Мировой, бомба была снята с вооружения.
USAAF GB-4 — управляемая планирующая бомба, созданная на базе GB-1 в 1944 году. В отличие от прототипа, бомба имела радиокомандное управление и телекамеру в носовой части, для точного наведения. Круговое вероятное отклонение при хорошей видимости составляло порядка 60 метров.
Бомба была объявлена боеспособной в июле 1944 года, и первые образцы были немедленно направлены бомбардировочным силам в Великобритании. Но результаты применения оказались большей частью разочаровывающими из-за несовершенства применяемой оптики. Телекамеры того времени не могли при миниатюрных габаритах быть достаточно эффективными. и даже в хорошую погоду эффективность бомбы была сомнительна (хотя в редких ситуациях, она демонстрировала удивительную точность). Около 1000 бомб было изготовлено, но лишь несколько сброшено в ходе боевых действий. Проект был отменен в 1945 году.
Aeronca GB-5, GB-12, GB-13 — созданные Aeronca планирующие авиабомбы, наводящиеся на световое излучение. Предназначались для атаки на светоконтрастные цели (более яркие или более темные, чем их окружение). Первые две бомбы различались используемым датчиком самонаведения, испытывались в 1945, но не были доведены до конца.
GB-13, тем не менее, существенно отличалась от них. Если первые две авиабомбы создавались для применения днем, то GB-13 была разработана для применения ночью по световым маркерам. Применение её предполагалось следующим образом: самолет-разведчик должен был вначале сбросить на цель долгогорящие световые фальшфлейеры, а затем планирующие авиабомбы наводились бы на эти резко контрастные световые объекты посреди темного фона затемненного города. Десять экспериментальных полетов, проведенных в 1945 году продемонстрировали неожиданно успешные результаты, но в итоге проект был отменен.
Aeronca GB-6 — версия GB-5 с инфракрасным самонаведением. Предназначалась для атаки на теплоконтрастные цели. Имела скорость планирования порядка 450 км/ч и дальность около 16 км. Работы над системой продолжались до 1946 года, но не дали желаемого результата.
Aeronca GB-7 — модификация GB-5, использующая радиолокационное наведение. GB-7 (также известная как «Moth» — «мотылек») использовала полуактивное наведение, с облучением цели радаром, смонтированным на борту самолета-носителя. Испытания были проведены в июне 1945 года, но результаты были сочтены недостаточными на фоне уже существующей самонаводящейся планирующей бомбы ASM-N-2 Bat, разработанной ВМФ.
GB-7B использовала активное радиолокационное наведение и была конструктивно очень схожа с ASM-N-2 Bat. Она предполагалась для применения с самолетов по кораблям в море. Только один тест был проведен, после чего создание планирующей системы, дублирующей уже доказавшую свою эффективность ASM-N-2 Bat было сочтено излишней и проект был отменен.
GB-7C должна была иметь пассивную радиолокационную головку самонаведения и применяться против РЛС. Проект был отменен на ранней стадии разработки.
Aeronca GB-8 — радиокомандная версия GB-1, оснащенная системой управления и 5-ю яркими фальшфейреами в хвостовой части, для лучшего отслеживания траектории полета бомбы. Проект не получил развития.
USAAF GB-9 — версия GB-4, в отличие от других бомб не использовавшая стандартную схему Aeronca. Была разработана ВВС США. После сброса с борта самолета-носителя, бомба должна была падать вертикально до того момента, пока альтиметр не отметит заданную высоту. После чего бомба переходила в планирующий полет и следовала 2-5 км на заданной высоте. Оператор с борта бомбардировщика отслеживал полет бомбы визуально, и управлял ею по азимуту.
Такая схема была выбрана для атаки объектов, трудноуязвимых для нападения сверху — например, бункеров для субмарин, защищенных мощными крышами из железобетона, но имеющими большие, слабо защищенные входные ворота, обращенные к морю. Бомбы должны были поражать бункеры со входа, и взрываться изнутри.
Работы над бомбой начались в январе 1944, испытания прошли в ноябре 1944, но несмотря на успех, бомба была сочтена непригодной для серийного производства. Задача поражения бункеров субмарин значительно эффективнее решалась сверхтяжелыми «бомбами-землетрясения», способными пробивать их железобетонные крыши.
Aeronca GB-10 — версия GB-4 от Aeronca. Имела телекамеру и радиокомандное управление оператором. Не получила развития.
Aeronca GB-11 — особая версия GB-1, специально разработанная для условий химической войны (вероятность начала которой Германией рассматривалась ВВС США как высокая). Вместо обычно взрывного заряда, бомба имела бак для химикалий M33A. После сброса с борта самолета, бомба пикировала вниз и на высоте 90 метров над землей переходила в горизонтальный полет продолжительностью 2-3 км, распыляя химикалии. Тем самым рассчитывали добиться более эффективного поражения в сравнении с обычными химическими бомбами. Бомба имела только инерциальное наведение. После окончания Второй Мировой, проект закрыт.
GB-15 — модификация, имевшая радиолокационное либо телевизионное наведение (либо и то и другое). Подробности неизвестны.
GT-1 — планирующая торпеда на базе GB-1. Вместо бомбы, несла торпеду Mk.13-2A, предназначенную для атаки неприятельских кораблей. После сброса, бомба планировала по курсу, постепенно снижаясь, до тех пор пока тянущийся за ней 6-метровый параван не касался воды. После этого, торпеда отделялась от фюзеляжа и падала в воду, устремляясь вперед зигзагом (для увеличения вероятности поражения цели).

Оружие применялось с 1944 года на Тихом океане, с по крайней мере тремя подтвержденными попаданиями.